# Tomáš Bábek
Tomáš Bábek (nascido em 4 de junho de 1987) é um ciclista amador tcheco que participa de competições de ciclismo de pista. Em Pequim 2008, com a equipe tcheca, ele terminou na décima primeira posição na velocidade por equipes.